# 黒岩 (福島市)
黒岩（くろいわ）は、福島県福島市の大字である。郵便番号は960-8153。

## 地理
福島市街地の南部に位置し、市内杉妻地区に属する。北で鳥谷野と、東で小倉寺、渡利南部と、東から南にかけて田沢と、南から西にかけて伏拝と、北西で太平寺とそれぞれ隣接する。町村制施行以前の黒岩村の流れを汲む地域である。域内は郊外の住宅地、商業地として発展しており、南北に縦断する国道4号福島南バイパスと東西に横断する福島市道42号南向台黒岩線といった幹線道路に沿いロードサイド店舗が軒を連ねる。また、南端部の丘陵地帯には南福島ニュータウンが開かれている。1984年に造成が開始された開発面積25.5haのニュータウンであり、着工当時の計画人口は2,300人であった。上町に所在する 福島警察署及び郷野目に所在する福島南消防署杉妻出張所がそれぞれ管轄にあたる。

### 河川
- 阿武隈川
  - 濁川

### 主な字
- 浅井
- 稲葉
- 上ノ町
- 榎平
- 小原
- 岩山
- 大笹
- 神ノ前
- 学壇
- 北井
- 諏訪山
- 関根
- 素利町
- 竹ノ内
- 田部屋
- 遠沖
- 戸ノ内
- 堂ノ後
- 中沖
- 中島
- 沼ノ上
- 沼ノ下
- 沼端
- 八郎内
- 浜井場
- 林ノ内
- 房ノ内
- 藤西
- 前畑
- 宮ノ下
- 弥生
- 早稲田森

## 世帯数と人口
2022年（令和4年）2月28日現在の世帯数と人口は以下の通りである。
| 大字 | 世帯数   | 人口   |
| ---- | -------- | ------ |
| 黒岩 | 1701世帯 | 4120人 |

## 小・中学校の学区
市立小・中学校に通う場合、学区は以下の通りとなる。
| 番地 | 小学校             | 中学校                 |
| ---- | ------------------ | ---------------------- |
| 全域 | 福島市立杉妻小学校 | 福島市立福島第一中学校 |

## 交通

### 鉄道
- 域内に鉄道施設は無い。最寄り駅はJR東北本線福島駅、南福島駅である。

### 道路
- 国道4号福島南バイパス
- 福島県道362号南福島停車場線
- 福島市道42号南向台黒岩線
  - 蓬莱橋
  - 田部屋橋
- 福島市道47号南町浅川線

### バス
福島交通路線バス
- （福島駅方面） - 中島 - 榎平 - 黒岩 - （南向台方面）
  - バイパス経由南向台
  - 南向台循環黒岩先回り
  - 南向台循環渡利先回り
- （福島駅・大笹生・庭坂方面） - 中島 - （蓬莱団地・医大方面）
  - バイパス経由蓬莱団地
  - 蓬莱小経由医大
  - 長沼経由庭坂
  - 蓬莱小経由荒古屋
  - 蓬莱小経由大笹生
- （福島駅） - 素利町 - （蓬莱団地・医大・松川方面）
  - 医大・立子山経由飯野
  - 蓬莱団地
  - 医大経由二本松
  - 美郷経由松川
  - 清水町経由医大
  - 伏拝・蓬莱小経由医大
- （福島駅） - 素利町 - （省略） - 南福島ニュータウン - 民報コース入口 -  （医大方面）
  - 桜台経由医大

## 施設
- 国土交通省福島河川国道事務所
  - 福島国道維持出張所
- 臨済宗満願寺（黒岩虚空蔵尊）
- 福島ゴルフ倶楽部民報コース
- ヤクルト本社福島工場
- ヨークベニマル南福島店
- いちい南福島店（1996年開店、2023年12月11日閉店）[5]
- スーパースポーツゼビオ福島南バイパス店